# Поетични възгледи на славяните за природата
„Поетични възгледи на славяните за природата“ (на руски: Поэтические воззрения славян на природу) е книга на руския фолклорист Александър Афанасиев, издадена в Москва в три тома през периода 1865 – 1869 година.
Книгата с подзаглавие „Опит за сравнително изучаване на славянските предания и вярвания във връзка с митичните сказания на други родствени народи“ е мащабно изследване на славянската митология, върху което Афанасиев работи в продължение на 17 години и което е смятано за основния му научен труд. Тя е и основното произведение на руската етнография в духа на германската Митологична школа.
„Поетични възгледи“ има силен отзвук при публикуването си и оказва силно влияние върху руския символизъм. В по-късната научна литература тя е критикувана за позоваването на фалшифицирани източници, като Краловедворския ръкопис, както и за тенденциозната интерпретация на източниците в посока на предпоставени от автора теории.